# Francesco Pagano

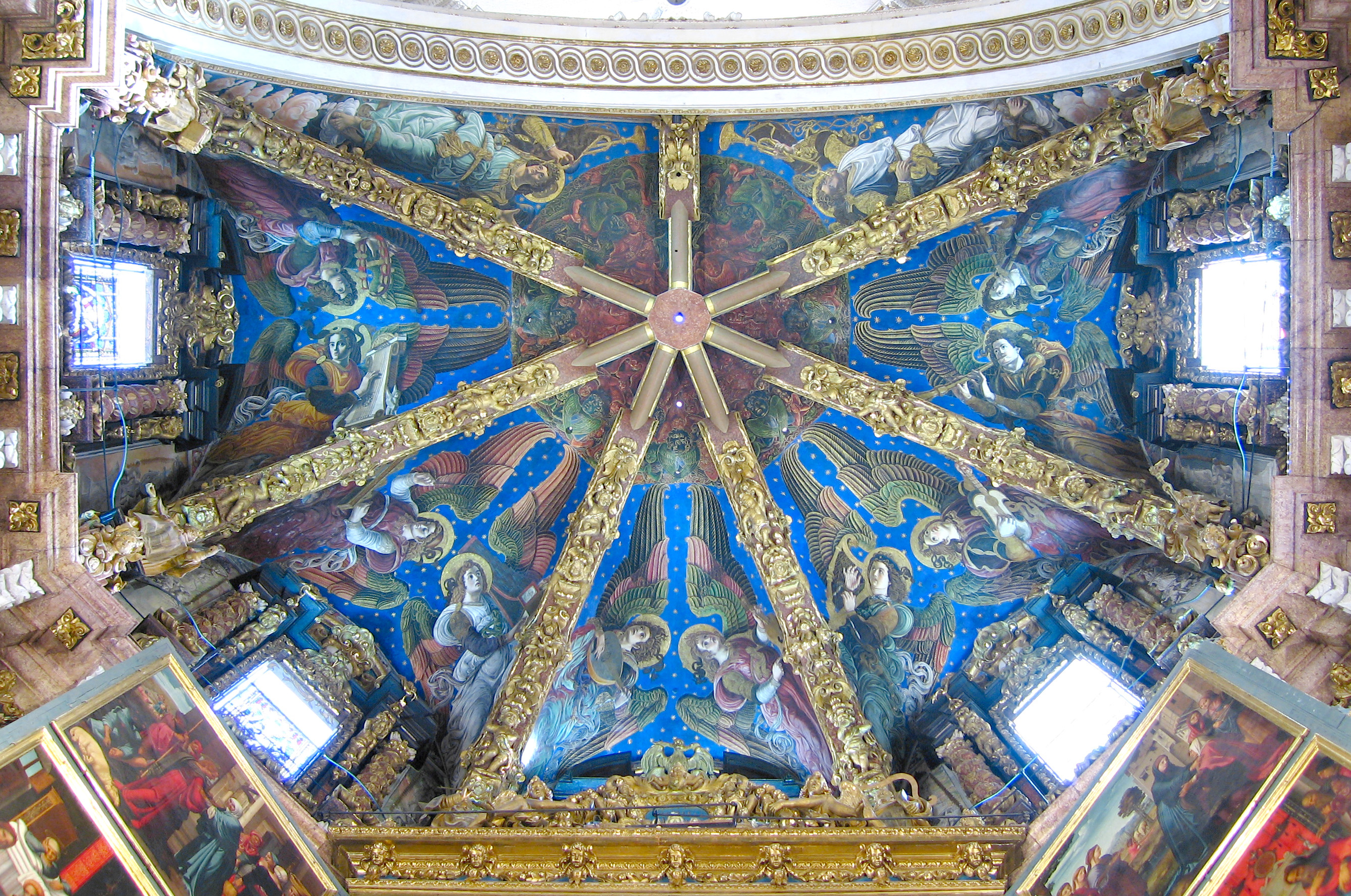
Anges jouant de la musique par Francesco Pagano et Paolo da San Leocadio, peinture de plafond au-dessus de l'autel dans la cathédrale Sainte-Marie de Valence, 1474

Francesco Pagano, (fl. 1471-1506) est un peintre italien originaire de Naples qui a travaillé principalement en Espagne. Sa date de naissance n'est pas connue.

## Biographie
Pagano, actif à Valence, peint surtout des œuvres sur des thèmes religieux pour les églises locales. Il est crédité pour avoir aidé l'importation du style de la Renaissance italienne en Espagne. En 1472, il est engagé, en collaboration avec Paolo da San Leocadio, par l'envoyé du pape Rodrigo Borja, un Espagnol qui deviendra le pape Alexandre VI, pour peindre le plafond de la cathédrale Sainte-Marie de Valence. Un faux plafond a caché la fresque pendant plus de 330 ans jusqu'à ce qu'une enquête sur les pigeons conduise à sa découverte en 2004. Il a également peint, en 1506, toujours en collaboration avec Paolo da San Leocadio, les portes du maître-autel de la cathédrale, avec des sujets tirés de la Vie de la Vierge.

## Source de la traduction
- (en) Cet article est partiellement ou en totalité issu de l’article de Wikipédia en anglais intitulé « Francesco Pagano » (voir la liste des auteurs).